# Лочич
Лочич (словен. Ločič) је насељено место у општини Трновска Вас, Подравска регија, Словенија.

## Историја
До територијалне реорганизације у Словенији био је у саставу старе општине Птуј.

## Становништво
У попису становништва из 2011. године, Лочич је имао 128 становника.
| Број становника према пописима | Број становника према пописима | Број становника према пописима |
| ------------------------------ | ------------------------------ | ------------------------------ |
| 1991                           | 2002                           | 2011                           |
| 140                            | 136                            | 128                            |

## Галерија
- знамење
- знамење